# Anthidium porterae
Anthidium porterae es una especie de abeja del género Anthidium, familia Megachilidae. Fue descrita científicamente por Cockerell en 1900.

## Sinónimos
Los sinónimos de esta especie incluyen:
- Anthidium porterae var amabile Cockerell, 1904
- Anthidium porterae personulatum Cockerell, 1907

## Distribución geográfica
Esta especie habita en América Media y del Norte.